# Eoanthidium judaeense
Eoanthidium judaeense är en biart som först beskrevs av Mavromoustakis 1945.  Eoanthidium judaeense ingår i släktet Eoanthidium och familjen buksamlarbin. Inga underarter finns listade i Catalogue of Life.